# Irfan Sadik
Irfan Sadik (ur. 12 stycznia 1999 w Kiuruvesi) – fiński piłkarz pochodzenia albańsko-macedońskiego, członek fińskiej reprezentacji U-19. Posiada także obywatelstwo północnomacedońskie.